# シカゴ (漫画)
『シカゴ』は、田村由美による漫画作品。
『別冊少女コミック』（小学館）に2000年11月号から2001年5月号まで連載されていた。単行本は全2巻。

## あらすじ
20XX年、東K（トウキョウ）市が直下型地震に見舞われた。壊滅的な被害を受けた「湾岸D地区」へ救助に向かった自衛軍レスキュー班第四部隊。隊員のレイと魚住は、そこで明らかに地震で死んだのではない遺体を見つける。そして、そこで流れていたのは、ドヴォルザークの『新世界より』第4章。
突如何者からか爆撃を受け、第四部隊は全滅と伝えられる。
その後、地震の爪あとを残さず急速に復旧を果たしたトウキョウ市。ジャーナリストを目指すビリー少年が、友人で資産家の息子・弟丈司有人と間違えられて誘拐されるという事件が発生。
生き残っていたレイと魚住はそれぞれの生活をしていたが、謎の男にスカウトされ、「シカゴ」という店に集まる。ビリーの誘拐現場でも『新世界より』が流れており、第四部隊全滅の件と関わりがあると聞かされ、レイと魚住がビリーの救助に向かう。

## 登場人物
レイ
腰まである長い髪は身体の一部で、温度・湿度などから危険まであらゆるものを感じ取る。
過去にある事件に遭って以来、魚住の祖父母と暮らしている。
「ウエンズデイ」という名で時々モデルをしている。
魚住（うおずみ）
音楽留学をしていたこともあり、チェロを弾くことができ、音楽に精通している。
ミカという恋人がいる。かつてはT東・R国・S国・M国など各国を渡り歩いた。
シン
スカウトされ、「シカゴ」へ。セロリが嫌い。
経歴は一切不明だが、危機にも冷静冷静に対応するが、協調性に欠ける。
ザイオン
I袋からスカウトされ、「シカゴ」へ。鉄鍋餃子を焼く。
J･J（ジェイ・ジェイ）
「シカゴ」のオーナー。
バーテンダー
「シカゴ」のバーテンダー兼スカウトマン。酒を注文されないと機嫌が悪くなる。
Dr.サンダー・サンダース
「シカゴ」の主治医。自称「天才外科医」。軽傷や風邪は診たくないからと、大怪我をしてくるようにと言う。裏家業も大盛況。
ビリー
ジャーナリスト志望の高校生。田舎から単身上京してきた純朴な青年。
弟丈司 有人（でじょうじ あると）
ビリーの親友。父親は大手ゼネコン社長、母親は世界的メーカーという金持ちの三男坊。